# Односи Грчке и Сирије
Односи Грчке и Сирије су инострани односи Хеленске Републике и Сиријске Арапске Републике.

## Историја

### Бронзано доба
Први контакт између две медитеранске нације десио се када је Кадмо, према Херодоту (5, 58), пренео Грцима феничанску вештину писања. Поред тога, древни лучки град Угарит, смештен на медитеранској обали данашње Сирије, одржавао је трговачке и дипломатске односе са градом Месинијом и Минојском цивилизацијом, све док га нису уништили „народи са мора“.

### Хеленистичка ера
Македонски краљ Александар Велики је освојио Сирију и околину у периоду од 333. до 332. пне.. Након његове смрти, Сирија потпада под власт Селеукидског царства до 64. пне.. За време Селеукида у Сирији ничу многи градови попут Антиохије, Лаодикије и Апамеје, као и цитадела (тврђава) у Алепу.

### Касна антика и средњи век
Под Византијским царством грчки утицај у Сирији задржава примат све до прве половине 7. века, а у том периоду граде се чувене норије у Хами. Православци су били у Сирији већинска вера, а данас броје око 503.000 верника.

### Пред Први светски рат
Грчка и Сирија су биле под окупацијом Османског царства више од четири века.

### Модерна ера
Током Другог светског рата многи Грци су побегли после нацистичке окупације земље, углавном са острва Хиос, да би потражили уточиште у кампу у граду Ал-Наираб, близу Алепа. Хиљаде Сиријаца је због грађанског рата избегло у Грчку и Европу.
Уз финансијску помоћ Русије, Сирија је у јулу 2020. почела изградњу реплике цркве Аја Софије у већински хришћанском граду Сукејлабији.

## Билатерални односи
Грчка има амбасаду у Дамаску и три почасна конзулата у: Латакији, Тартусу и Алепу. Сирија има амбасаду у Атини.
Под притиском ЕУ и НАТОа, Грчка је у јулу 2012. прекинула дипломатске односе са Сиријом, тврдећи да је сиријска влада ратовала против сопственог народа.
Грчки министар спољних послова Никос Дендијас најавио је 8. маја 2020. поновно успостављање дипломатских односа између две државе именовањем Тасије Атанасију, бивше амбасадорке у Сирији и Русији, за специјалног изасланика министарства спољних послова Грчке за Сирију.